# Trédion
 Trédion  (en bretón Tredion) es una población y comuna francesa, situada en la región de Bretaña, departamento de Morbihan, en el distrito de Vannes y cantón de Elven.

## Demografía
| 788 | 806 | 905 | 850 | 875 | 888 |
| Para los censos de 1962 a 1999 la población legal corresponde a la población sin duplicidades (Fuente: INSEE [Consultar]) |     |     |     |     |     |